# Tensorprodukt für Von-Neumann-Algebren
In der mathematischen Theorie der Von-Neumann-Algebren kann man ein Tensorprodukt definieren, mit dem man aus zwei Von-Neumann-Algebren eine dritte erhält. Da Von-Neumann-Algebren auf Hilberträumen operieren und dort gewisse Abschlusseigenschaften haben müssen, reicht die Bildung des algebraischen Tensorproduktes nicht aus; man verwendet daher die in diesem Artikel beschriebene Konstruktion.

## Konstruktion
Es seien {\displaystyle {\mathcal {A}}\subset L(H)} und {\displaystyle {\mathcal {B}}\subset L(K)} zwei Von-Neumann-Algebren auf den Hilberträumen {\displaystyle H} und {\displaystyle K}. Zwei Operatoren {\displaystyle A\in {\mathcal {A}}} und {\displaystyle B\in {\mathcal {B}}} definieren einen stetigen linearen Operator {\displaystyle A\otimes B} auf dem Hilbertraum-Tensorprodukt {\displaystyle H\otimes K}, und es gilt sogar {\displaystyle \|A\otimes B\|=\|A\|\cdot \|B\|} (siehe Artikel Hilbertraum-Tensorprodukt). Die von allen Operatoren der Form {\displaystyle A\otimes B} mit {\displaystyle A\in {\mathcal {A}}} und {\displaystyle B\in {\mathcal {B}}} in {\displaystyle L(H\otimes K)} erzeugte Von-Neumann-Algebra, das heißt der Abschluss  der Menge aller endlichen Summen solcher Operatoren  bezüglich der schwachen Operatortopologie, heißt das Tensorprodukt aus {\displaystyle {\mathcal {A}}} und {\displaystyle {\mathcal {B}}} und wird mit {\displaystyle {\mathcal {A}}{\overline {\otimes }}{\mathcal {B}}} bezeichnet, wobei der Querstrich über dem Tensorproduktzeichen an die Abschlussoperation erinnern soll.

## Der Kommutantensatz
Sind {\displaystyle {\mathcal {A}}\subset L(H)} und {\displaystyle {\mathcal {B}}\subset L(K)} zwei Von-Neumann-Algebren, {\displaystyle A\in {\mathcal {A}}} und {\displaystyle B\in {\mathcal {B}}} sowie {\displaystyle A^{'}} und {\displaystyle B^{'}} aus den Kommutanten {\displaystyle {\mathcal {A}}^{'}\subset L(H)} bzw. {\displaystyle {\mathcal {B}}^{'}\subset L(K)}, so ist klar, dass {\displaystyle A\otimes B} und {\displaystyle A^{'}\otimes B^{'}} in {\displaystyle L(H\otimes K)} vertauschen, denn {\displaystyle (A\otimes B)(A^{'}\otimes B^{'})=AA^{'}\otimes BB^{'}=A^{'}A\otimes B^{'}B=(A^{'}\otimes B^{'})(A\otimes B)}. Daraus ergibt sich sofort {\displaystyle {\mathcal {A}}^{'}{\overline {\otimes }}{\mathcal {B}}^{'}\subset ({\mathcal {A}}{\overline {\otimes }}{\mathcal {B}})^{'}}. Der Kommutantensatz sagt aus, dass hier sogar Gleichheit gilt:
- Sind {\displaystyle {\mathcal {A}}\subset L(H)} und {\displaystyle {\mathcal {B}}\subset L(K)} zwei Von-Neumann-Algebren, so gilt {\displaystyle {\mathcal {A}}^{'}{\overline {\otimes }}{\mathcal {B}}^{'}=({\mathcal {A}}{\overline {\otimes }}{\mathcal {B}})^{'}}.

Eine einfache Konsequenz ist {\displaystyle L(H){\overline {\otimes }}L(K)=L(H\otimes K)}, was sich aber auch ohne Kommutantensatz leicht beweisen lässt.
Der Kommutantensatz kann auch benutzt werden, um zu zeigen, dass das Zentrum eines Tensorproduktes von Von-Neumann-Algebren gleich dem Tensorprodukt der Zentren ist. Insbesondere ist das Tensorprodukt von Faktoren wieder ein Faktor.

## Typ des Tensorprodukts
Haben die Von-Neumann-Algebren {\displaystyle {\mathcal {A}}} und {\displaystyle {\mathcal {B}}} einen reinen Typ, so auch deren Tensorprodukt, und der Typ kann folgender Tabelle entnommen werden:
| {\displaystyle {\overline {\otimes }}} | {\displaystyle I_{n},\,n} endlich        | {\displaystyle I_{n},\,n} unendlich | {\displaystyle \quad \,II_{1}\quad } | {\displaystyle \quad II_{\infty }\quad } | {\displaystyle \quad III\quad } |
| -------------------------------------- | ---------------------------------------- | ----------------------------------- | ------------------------------------ | ---------------------------------------- | ------------------------------- |
| {\displaystyle I_{m},\,m} endlich      | {\displaystyle I_{mn}\,}                 | {\displaystyle I_{mn}\,}            | {\displaystyle II_{1}\,}             | {\displaystyle II_{\infty }}             | {\displaystyle III\,}           |
| {\displaystyle I_{m},\,m} unendlich    | {\displaystyle I_{mn}\,}                 | {\displaystyle I_{mn}\,}            | {\displaystyle II_{\infty }}         | {\displaystyle II_{\infty }}             | {\displaystyle III\,}           |
| {\displaystyle II_{1}}                 | {\displaystyle \quad \,II_{1}\quad }     | {\displaystyle II_{\infty }}        | {\displaystyle II_{1}\,}             | {\displaystyle II_{\infty }}             | {\displaystyle III\,}           |
| {\displaystyle II_{\infty }}           | {\displaystyle \quad II_{\infty }\quad } | {\displaystyle II_{\infty }}        | {\displaystyle II_{\infty }}         | {\displaystyle II_{\infty }}             | {\displaystyle III\,}           |
| {\displaystyle III\,}                  | {\displaystyle III\,}                    | {\displaystyle III\,}               | {\displaystyle III\,}                | {\displaystyle III\,}                    | {\displaystyle III\,}           |

Im Allgemeinen hat eine Von-Neumann-Algebra keinen reinen Typ, sondern ist nach dem Satz von der Typzerlegung eine endliche direkte Summe von Von-Neumann-Algebren der Typen {\displaystyle I_{n},II_{1},II_{\infty }} bzw. {\displaystyle III\,}. Damit kann obige Tabelle zur Typbestimmung der Bestandteile des Tensorproduktes {\displaystyle {\mathcal {A}}{\overline {\otimes }}{\mathcal {B}}} herangezogen werden.